# City of Angels (phim)
Thành phố của những thiên thần (tên tiếng Anh: City of Angels) là một bộ phim phim tình cảm kỳ ảo chính kịch do Brad Silberling đạo diễn. Phim có sự tham gia của hai ngôi sao nổi tiếng Nicolas Cage và Meg Ryan. Đặt bối cảnh ở Los Angeles, đây là bộ phim làm lại một cách mơ hồ bộ phim Đức Wings of Desire (Der Himmel über Berlin) năm 1987 của Wim Wenders đặt bối cảnh ở Berlin.